# 陈应元 (万历庚戌进士)
陳應元（1582年—？），字長孺，號孕初，江西南昌府進賢縣八都人，民籍，明朝政治人物。

## 生平
萬曆三十七年（1609年）己酉科江西鄉試第三十三名舉人，三十八年（1610年）中式庚戌科會試第一百二十六名，二甲第五十三名進士。禮部觀政，授刑部廣東司主事，四十三年（1615年）差廣東恤刑。天啟年間任延平府知府。

## 家族
曾祖陳漢章，荔波縣知縣；祖父陳𨎋，庠生；父陳夢鶴，庠生。母舒氏。慈侍下。妻陶氏。兄陳應奎（庠生）、陳應龍（丁酉舉人），從兄陳維鼎（同榜進士、沂水縣知縣）、陳維春（兵科給事中、前翰林院庶吉士），從弟陳維謙（丙午舉人），弟陳應瑞、陳應兆（庠生）、陳應完（庠生）。
子陳良圖、陳良國。侄陳良言（甲午舉人）、陳良訓（癸卯經魁、癸丑進士）。